# Ziglipton jirouxi
Ziglipton jirouxi là một loài bọ cánh cứng trong họ Cerambycidae.